# جانی روول
جانی روول (انگلیسی: Jonny Rowell؛ زادهٔ ۱۰ سپتامبر ۱۹۸۹) بازیکن فوتبال اهل بریتانیا است.
از باشگاه‌هایی که در آن بازی کرده‌است می‌توان به باشگاه فوتبال هارتل پول یونایتد اشاره کرد.